# Real Programmers Don't Use Pascal
«Real Programmers Don't Use Pascal» («Los programadores de verdad no usan Pascal» en inglés) es un ensayo sobre la programación escrito por Ed Post de Tektronix, y publicado en julio de 1983 como una carta al editor en Datamation. Fue escrito como una parodia de Real Men Don't Eat Quiche, un libro humorístico que trata sobre estereotipos acerca de la masculinidad.

## Historia
En su momento fue muy popular en Usenet y entre la comunidad de desarrollo de software, el artículo compara y contrasta las diferencias entre los programadores de verdad, que usan tarjetas perforadas y programan en lenguajes como FORTRAN o ensamblador, con los modernos comedores de pastelitos, que programan en lenguajes como Pascal, que incluye características como la programación estructurada, e imponen restricciones diseñadas para prevenir o minimizar bugs comunes debido a errores lógicos inadvertidos. Además, menciona a personalidades como Seymour Cray, el creador de la supercomputadora Cray-1, de quien dijo que pudo cargar el sistema operativo para la CDC 7600 sin necesidad de notas, usando solo los controles manuales del computador.
Desde entonces, el término programador de verdad se ha usado en el mundo de la informática para describir al programador estereotípico "duro" que desprecia los lenguajes y herramientas modentas en favor  de soluciones más directas y eficientes, computacionalmente hablando, más cercanas al hardware. El término ha sido usado también en muchos otros artículos, webcómics y bromas—aunque características alegadas de un "Programador de verdad" difieren entre todas estas obras.